# 伍晃榮
伍晃榮（英語：Ng Fong Wing，1940年5月24日—2008年4月17日），綽號「阿盲」，香港已故資深體育新聞主播，香港無綫電視前體育新聞主播。伍晃榮以輕鬆的手法報導體育賽事（已退役），一到了深得不少觀眾愛戴，也影響了整個香港電視新聞界報導體育新聞的方式。翌年伍晃榮在退休前的職位為無綫新聞體育新聞採訪主任，主管無綫新聞的體育新聞，負責採訪、編輯體育新聞及調派其他屬下的體育記者採訪體育新聞。直至2005年6月30日，伍晃榮報道完成最後一節體育新聞（六點半新聞報道）後伍晃榮正式宣告退休。
2008年4月17日，伍晃榮因血癌感染急性肺炎引致器官衰竭香港時間晚上6時35分在瑪嘉烈醫院陪伴下家人安詳因病逝世，終年67歲。

## 生平
伍晃榮生於澳門，1949年移居香港，從事新聞行業40多年。早年就讀慈幼英文學校，1960年中五畢業後，在《英文虎報》當體育記者，之後以半工讀形式完成大學進修課程。上世紀六十年代（1962年）起在商業電台當港聞記者，上世紀七十年代（1975年）再轉職至麗的電視（即亞視前身），5年後成為香港首位體育新聞主播，主持節目《體育一週》。上世紀八十年代（1982年）1月1日，並轉職無綫繼續當體育記者和體育新聞主播至2005年止。2002年在珠海書院新聞系兼任講師一年。2002年6月傳出其退休的消息，引來多份報章雜誌採訪，及後證實他與無綫續約。曾主持過的節目有《六點半新聞報道》、《新聞提要》、《晚間新聞》、《特別新聞報道》（2002年6月世界盃中國隊出線）。
2005年6月30日，伍晃榮退休前完成最後一次主持《六點半新聞報道》，例外的由他說出結尾對白「呢節新聞報道完畢，再會」（這節新聞報道完畢，再會）。此時主播邱文華新聞結束時一完了之後主動跟著他伍氏退休後握手，這畫面亦有播出。此節目後結束前無線新聞部舊同事先曾在錄影廠為他的舉行送別退休晚宴酒會（在其著作《波係圓嘅》中刊有照片）。
隨了之後伍晃榮也曾主持及參與無綫的體育及資訊節目，最受矚目是2005年7月23日晚旁述直播的皇家馬德里對北京現代足球表演賽，他首次與香港已故著名足球旁述員林尚義合作旁述。他也有主持體育節目，如主持2005年10月的伍晃榮剛離開無線新聞後同年擔任東亞運動會節目之一，2004年更受邀與楊千嬅為外購自英國廣播公司（BBC）的特備資訊節目《Animal Games》（無線譯名為《NUMBER 1動物運動會》，2004年8月14日晚上8時35分於翡翠台播映）作錄音旁述。2006年世界盃足球賽期間，他再次與林尚義退休後合作擔任無綫特別體育節目《世界盃頂CUP好波》之主持，並於直播賽事擔任評述嘉賓。
2005年，講述他入職至退休前的自傳《波係圓嘅》出版。伍晃榮先後於7月24日應邀到澳門出席演講技巧講座，並於10月30日和11月12日分別在港澳舉辦新書簽名會。為紀念無綫40周年台慶兼新聞部創立40周年，無綫邀請伍晃榮主持回顧節目《新聞話事·人》，伍晃榮在2007年10月22日起每逢星期一開始一連四周逢周一在晚上11時05分於無綫翡翠台播放，節目請來自魏綺珊、葉雅媛、陳立志、趙應春、毛孟靜以及蘇凌峰等人前任員工，而袁志偉及方東昇等現任員工回顧無綫新聞部40年來的發展。伍晃榮生前與無綫電視綜藝及體育科達成協議，願意在健康許可情況下，參與2008年北京奧運會節目的主持及採訪工作。然而，伍晃榮因白血病感染肺炎引致器官衰竭，於2008年4月17日下午6時35分在香港瑪嘉烈醫院逝世，享年67歲。同年5月12日，在香港殯儀館設靈，更獲不少名人、政府高官、無綫電視高層和體育界人士致送花牌。喪禮以天主教形式進行，翌日，靈柩移送長沙灣天主教墳場安葬。

## 經典金句
伍晃榮開創以幽默方式評述體育新聞，講述新聞時加插精警的語句，有時以俗語旁述，有時責罵片段中球員，甚至替片段的球員和球證「配音」，滲入主觀評論，突破了新聞報道的傳統框框，使報道變得生動有趣。其中「波係圓嘅」（意即「球是圓的」，指比賽中甚麼賽果也會發生，難以預測）以及「守門員最好嘅朋友係條門柱」（意即「守門員最好的朋友是門柱」）便是最為人津津樂道的其中兩條經典口白。其報道方式現在也獲得其徒弟伍家謙傳承。
其獨特的體育新聞旁述，源於1990年代無綫新聞部管理層的人事變動，伍晃榮鬱鬱不得志，遂把失望和怒火寄情在稿件之上，逐漸形成另類的報道手法。雖然伍晃榮的報導手法曾經惹起無綫內部及觀眾的批評，幸而得到前高層黃應士及鄧慧筠力挺，而且漸為觀眾受落。

## 軼事

### 「波係圓嘅」
「波係圓嘅」涵義就是「比賽未到最後也不知誰勝誰負，完場前可能會有意想不到，甚至很玄妙的事情發生。」，這詞其實借用1954年西德國家足球隊教練塞普·赫尔贝格的名言：「Der Ball ist rund」。
「波係圓嘅」不僅成為伍晃榮個人自傳的名稱，更被行政長官曾蔭權作為2006年5月27日發表的《香港家書》主題，鼓勵香港人逆境自強。

## 綽號來由
據聞伍晃榮在年輕的時候講球賽時常常認錯人名，所以被部分同事戲稱爲「阿盲」。伍晃榮在其回憶錄憶述，他的綽號並非因為他常認錯球員名字，而是他在1960年初入行時，為了避免談話內容被第三者得知，便跟同事以隆都話傾談，中山的隆都話「明天」與粵語「盲光」音近，被其他同行聽到，便取笑他為「盲佬」，老友叫「阿盲」。而前主播葉雅媛接受《蘋果日報》訪問時則指出，當時伍晃榮出外採訪總戴著一副深色的太陽眼鏡，工作人員見他返回錄影廠仍未將眼鏡拿下，就取笑他形似失明人士，稱他為「阿盲」或「盲佬」。

## 逝世
無綫電視在2008年4月17日播放的六點半新聞報道以插播有關方式公佈伍晃榮的死訊，由主播許方輝在新聞結束前以粵語讀出簡短的報道：「啱啱收到嘅消息：資深體育記者伍晃榮，啱啱6點35分，喺瑪嘉烈醫院病逝，終年68歲（剛收到的消息：資深體育主播伍晃榮在瑪嘉烈醫院病逝，終年68歲）（其後由羅若安及馮堅成報道時修正為67歲）。」當晚的晚間新聞以頭條方式，由主播羅若安及體育主播馮堅成報導伍晃榮逝世的消息及生平介紹，當晚主持的體育主播馮堅成更讚揚伍晃榮「是一個非常好的前輩」，教曉了他們許多體育知識。
至2008年4月17日下午5時許，阿盲的伍晃榮曾被倒臥後發現在瑪嘉烈醫院的病房內昏迷不醒，昏迷後自他在今年1月中伍晃榮自己發現證明確診後因身體不適到醫院己求診，其後發現自己得了晚期白血病，其後減少了公開露面活動，同年曾在家中內專心休養後，到了2月伍先生晚年後發現自己非常醫生檢查後狀況態度經過身體不適，去到瑪嘉烈醫院診症後發現病情進一步惡化，其後入住深切治療部留院觀察前兩星期後一度昏迷便證明直至三個月證實死亡後逝世。醫生證實下白血病感染肺部不治逝世被送往瑪嘉烈醫院而搶救，延至6時35分證實死亡終告不治，終年68歲。其後遺體的移送到醫院公眾殮房驗屍，目前的骨灰葬於長沙灣天主教墳場
2008年4月19日（即兩天後）有關分別未完成後播出悼念的無綫體育節目《體育世界》在只結束前兩套剪輯了表示不幸去世的我們永遠懐念您伍晃榮最後一次主持的體育節目的嘉賓片段作最後致敬。
無綫電視新聞部推出製作的《新聞話事·人》剪輯後成2小時的更將原來四集版本，於2008年4月21日凌晨12時15分於翡翠台重播，其後，2008年12月28日播映的《2008年香港大事回顧．風雲變》到了伍晃榮與沈殿霞的亦把今年離世後列為該年大事之一，並剪輯了《新聞話事·人》以及《體育世界》的部分片段。
無綫電視分別於2008年4月19日有關播出的無綫體育節目《體育世界》以及4月20日播出的《球迷世界》，在節目中及後剪輯了悼念逝世及永遠懷念伍晃榮逝世的製作特輯「我們．阿盲永遠懷念您」生前為他的最後擔任主持之體育節目的片段作最後致敬。

## 節目主持
無線電視（體育節目製作部）
（2006年期間）2006年世界盃，與其他體育評述員合作
無線新聞
（2007年期間特邀節目主持）新聞話事人

## 歷年職務

#### 商業電台時期（1962年-1975年）
（1962年期間）實習記者
（1962年-1975年）港聞組記者

#### 麗的電視時期（1975年-1982年）
（1975年-1982年）體育記者
（1980年-1982年）體育新聞編輯

#### 無線新聞時期（1982年-2005年）
幕前職務
（1982年-2005年）體育記者
（1985年-1990年）（兼任）體育新聞主播
（1990年-2005年）體育新聞主播
幕後職務
（1982年-1985年）體育新聞編輯
（2000年-2005年）體育組採訪主任
（2005年6月）於新聞部退休

#### 晚年及退休時期（2006年-2008年）
（2006年）獲電視廣播有限公司邀請，重返短期工作，出任2006世界盃節目主持、旁述、賽事評述員
（2007年）時任無線新聞，資訊專題節目監製區家麟特邀，返回無線新聞，擔任資訊專題節目《新聞．話．事．人》主持。
（2008年）1月中身體不適，到醫院求診後確診晚期白血病。因此減少公開露面活動，並在家中內專心休養。2月轉至瑪嘉烈醫院診症後發現病情進一步惡化，曾一度昏迷，需入院深切治療部。
（2008年4月17日）白血病感染肺部不治逝世，享年67歲。

## 任職公司
（1960年-1962年）英文虎報
（1962年-1975年）香港商業電台（曾任職節目主持）
（1975年-1982年）麗的電視（亞洲電視前身）
（1982年）轉頭無綫電視新聞部
（2002年-2003年：期間在珠海書院新聞系兼任講師一年）珠海學院榮譽顧問新聞學系博士講師一年
（1982年-2005年，2007至2008年期間特邀）無綫新聞部
（2006至2007年期間）無綫電視（體育節目製作部）

## 著作
- 《波係圓嘅─阿盲44年傳媒生涯回憶錄》，伍晃榮著／經濟日報、蘋果日報出版社，2006年10月初版 ISBN 962-678-297-8

## 電視劇
- 1979年：奇女子 飾 錶行經理（麗的電視）
- 2004年：我愛你 飾 錢永仁（香港電台）

## 註腳
1. ↑  包括時任特首曾蔭權、時任政務司司長唐英年、時任財政司司長曾俊華、廣播處長梁家榮、電視廣播有限公司前電視廣播業務總經理陳志雲、前助理總經理黃應士、體育科節目監製及製作主任李漢源、他栽培的體育記者後輩伍家謙和港協暨奧委會會長霍震霆等等[1]。

### 報章
- 2005年7月25日澳門《市民日報》「伍晃榮寄語青年需真材實學」、「開非法電台講波被澳門『通緝』」 （页面存档备份，存于）
- 2005年6月30日《明報》─無綫體育主播 伍晃榮掛靴
- 2007年4月2日《南方都市報》專訪─嬉笑講波認真食飯，被他稱為僅有的一個專訪 （页面存档备份，存于）

## 外部連結
- 伍晃榮特輯 （页面存档备份，存于） - 網易娛樂